# 무안중학교 (전남)
무안중학교(務安中學校)는 대한민국 전라남도 무안군 일로읍 월암리에 있는 공립 중학교이다.

## 학교 연혁
- 1937년 6월 1일 : 무안농업실수학교 개교
- 1946년 11월 15일 : 무안공립초등중학교로 승격인가
- 1946년 12월 5일 : 개교식 거행
- 1949년 9월 1일 : 무안중학교로 개칭
- 1949년 9월 1일 : 무안농업고등학교 병설
- 1961년 5월 25일 : 무안농업고등학교 폐교
- 1979년 2월 10일 : 일로여자중학교와 분리
- 1999년 3월 1일 : 일로여자중학교와 통폐합 및 현 교사로 이전
- 2023년 9월 1일 : 제30대 장태환 교장 부임
- 2025년 2월 7일 : 제77회 32명 졸업(졸업생 총수 13,306명)

## 참고 자료
- 무안중학교 - 한국교육학술정보원 학교알리미